# Cryptopodia
Cryptopodia là một chi cua trong họ Parthenopidae.

## Các loài
- Cryptopodia angulata H. Milne Edwards & Lucas, 1841
- Cryptopodia collifer Flipse, 1930
- Cryptopodia contracta Stimpson, 1857
- Cryptopodia dorsalis White, 1847
- Cryptopodia echinosa Chiong & Ng, 1998
- Cryptopodia fistulosa Chiong & Ng, 1994
- Cryptopodia fornicata (Fabricius, 1787)
- Cryptopodia laevimana Miers, 1879
- Cryptopodia pan Laurie, 1906
- Cryptopodia patula Chiong & Ng, 1998
- Cryptopodia queenslandi Rathbun, 1918
- Cryptopodia spatulifrons Miers, 1879
- Cryptopodia transitans (Ortmann, 1893)